# Жданово (Вяземский район)
Жданово — деревня в Вяземском районе Смоленской области России. Входит в состав Относовского сельского поселения. Население — 2 жителя (2007). 
Расположена в восточной части области в 10 км к западу от Вязьмы, в 3 км южнее автодороги М1 «Беларусь», на берегу реки Новоселка. 
В 0,5 км южнее деревни расположена железнодорожная станция «Ждановка» на линии Вязьма — Духовская, открытая в 1926 году.

## История
В годы Великой Отечественной войны деревня была оккупирована гитлеровскими войсками в октябре 1941 года, освобождена в марте 1943 года. 